# Chthonius ischnocheloides
Espèce
Chthonius ischnocheloides est une espèce de pseudoscorpions de la famille des Chthoniidae.

## Distribution
Cette espèce est endémique d'Italie. Elle se rencontre dans les Préalpes carniques en Vénétie à Tambre dans la grotte Bus del Pal et en Frioul-Vénétie Julienne à Frisanco dans la grotte Bus dei Lars.

## Description
La femelle holotype mesure 2 mm et le mâle paratype 2 mm.

## Publication originale
- Beier, 1973 : Zwei neue höhlenbewohnende Chthoniiden aus Oberitalien. Annalen des Naturhistorischen Museums in Wien, vol. 77, p. 159-161 (texte intégral).